# Ciklokros
Ciklokros je vrsta biciklističke discipline i čija sezona počinje u septembru i traje sve do februara. Trku čini vise krugova od po 2-5km zavisno od kategorije. Prvo svetsko prvenstvo u ciklokrosu održano je 1950.

## Trka
Staza trke mora da prelazi preko trave, zemlje, asfalta, peska kao i da sadrži prepreke. Prepreke vozač prelazi tako što siđe sa bicikla, preskoči prepreke noseći bicikl, zatim nastavlja da vozi. Vozač u svakom trenutku može da siđe sa bicikla i pregura ga preko dela staze za koji misli da ne može da preveze. Prepreke mogu biti jaki usponi, spustovi kao i neprolazni delovi staze (voda, šiblje, panjevi). Ciklokros trke su popularne u Belgiji i Francuskoj.

## Bicikli
Ciklokros bicikli su slični drumskim biciklima, laki su, sa krivim ručicama upravljača i tankim gumama (ne debljim od 35mm), kao i drumskim pogonom. Razlika je u tome što su ovi bicikli jači od drumskih, zbog tehinčkih potreba i koriste se deblje gume. Za ovu vrstu biciklizma potrebna je kondicija, izdržljivost kao i veština na biciklu. Tokom trke postoji boks u kome se otklanjaju kvarovi (defekti) kao npr. puknuta guma i u kome se može zameniti bicikl.

## Spoljašnje veze
- Ciklokros na UCI.